# Арканжу, Телму
Телму Эмануэл Гомеш Арканжу (порт. Telmo Emanuel Gomes Arcanjo; род. 21 июня 2001, Лиссабон, Португалия) — кабо-вердианский футболист, полузащитник клуба «Витория Гимарайнш» и сборной Кабо-Верде.

## Карьера
Выступал в молодёжных командах «Белененсеша» и «Тонделы». 

### «Тондела»
В августе 2020 года стал игроком основной команды «Тонделы». Дебютировал в Примейре 14 июля 2020 года в матче с «Жил Висенте», заменив Жоау Педру. В Кубке Португалии сыграл в матче с «Филгейрашем». 

## Карьера в сборной
В 2019 году играл за сборную Кабо-Верде до 19 лет. В июне 2021 года был вызван в основную команду. Дебютировал на международном уровне 8 июня 2021 года в матче с Сенегалом, заменив Нуну Боржеша. 